# Gāv Āhantū
Gāv Āhantū (persiska: گاواهَنتو, گاو آهنتو, Gāvāhantū) är en ort i Iran.   Den ligger i provinsen Kurdistan, i den nordvästra delen av landet, 400 km väster om huvudstaden Teheran. Gāv Āhantū ligger 2 080 meter över havet och antalet invånare är 422.
Terrängen runt Gāv Āhantū är lite kuperad. Runt Gāv Āhantū är det ganska glesbefolkat, med 28 invånare per kvadratkilometer. Närmaste större samhälle är Bāyanchūb, 19,5 km sydost om Gāv Āhantū. Trakten runt Gāv Āhantū består i huvudsak av gräsmarker.